# Article 61-1 de la Constitution de la Cinquième République française
Article 61 Article 62
L'article 61-1 de la Constitution française du 4 octobre 1958 a été promulgué en 2008 afin d'instaurer un contrôle de constitutionnalité a posteriori, portant sur les « dispositions législatives » déjà promulguées. Le Conseil constitutionnel est saisi à l'occasion d'un procès par voie d'exception, à l’initiative de l'une des parties et après filtrage des requêtes par le Conseil d'État ou la Cour de cassation. 

## Texte
« Lorsque, à l'occasion d'une instance en cours devant une juridiction, il est soutenu qu'une disposition législative porte atteinte aux droits et libertés que la Constitution garantit, le Conseil constitutionnel peut être saisi de cette question sur renvoi du Conseil d'État ou de la Cour de cassation qui se prononce dans un délai déterminé.

Une loi organique détermine les conditions d'application du présent article. »
— article 61-1 de la Constitution
L'article 61-1 a été inséré dans la Constitution par la révision constitutionnelle du 23 juillet 2008. Ses modalités de mise en œuvre sont précisées dans l'ordonnance no 58-1067 du 7 novembre 1958 portant loi organique sur le Conseil constitutionnel, modifiée le 10 décembre 2009.

## Contenu
En vertu de l'article 62, dès sa déclaration d'inconstitutionnalité par le Conseil constitutionnel, la disposition est abrogée. Le Conseil peut aussi fixer une date ultérieure d'abrogation. Cette fixation d'une date ultérieure permet au Parlement français de voter rapidement une nouvelle loi pour combler le potentiel vide juridique qui aura été généré par l'abrogation.
L'absence de mention d'une quelconque date limite permet au justiciable d'enclencher une procédure de QPC indépendamment du temps qui s'est écoulé depuis le vote de la loi. 

## Postérité

### Analyse historique
L'article 61-1 marque un tournant dans le droit constitutionnel français, en ce qu'il autorise pour la première fois un contrôle constitutionnel a posteriori, à l'occasion d'un contentieux. Cet article permet au Conseil constitutionnel d'être saisi afin qu'il déclare inconstitutionnelle, ou pas, une disposition juridique. Le juriste Marc Verdussen remarque que  cet article réforme répond « au besoin de revaloriser la Constitution française et de combler les lacunes du contrôle de constitutionnalité a priori ». La juriste Laurence Gay considère que si l'article fait figure, peut-être, de révolution, « il donne l'impression de s'inscrire dans la continuité : le contrôle a posteriori n'est qu'un prolongement, un perfectionnement du contrôle de constitutionnalité a priori ».

### Futur
Le juriste André Varinard fait remarquer que la Cour de cassation a eu tendance, en France, à modifier sa jurisprudence pour ne pas avoir à faire remonter une QPC au Conseil constitutionnel, réduisant de fait l'intérêt de l'article 61-1.